# Cis cucullatus
Cis cucullatus es una especie de coleóptero de la familia Ciidae.

## Distribución geográfica
Habita en las islas Canarias en Gomera (España).